# Stovhøj
Stovhøj er med en højde på 68 moh. det højeste punkt i Ilbjerge sydøst for Hjørring. På toppen er en oldtidshøj.
Området er ejet af en række aktionærer hvor aktierne er gået i arv siden oprettelsen i 1907.
Aktionærerne er organiseret i Ilbjærge Plantageforening A/S